# 甲州選挙
甲州選挙（こうしゅうせんきょ）は、山梨県における選挙戦の特徴のことを指す。“甲州”は山梨県の令制国である「甲斐国」から。

## 特徴
山梨県は基本的に内向的社会と言われており、町内会や無尽会などの内向的コミュニケーションが活発である。また山梨県は地縁血縁や近所の結び付きが強く、経済的・社会的後見を受けるために擬似的な親子関係を結ぶ親分子分慣行が残り、地域によっては集落全体が親戚というところもある。選挙に出馬する候補者はこの内向的コミュニケーションを利用し、県内各所にある町内会や無尽会、地縁血縁をとりまとめて選挙戦を行うことが多い。戦後には親分子分慣行は衰退するものの、1955年の第3回統一地方選挙を契機に再び同族意識が活性化し、山梨県選挙管理委員会では「話し合い活動」を展開し、甲州選挙の撲滅に努めている。
この方法をいち早く行ったのが金丸信である。金丸は数多くの仲人親となり、地元有力者や政治家との間にも心情的な親子関係があり、選挙に際してはこの組織を駆使し山梨県内において強固なる地盤を築き上げ、国政においても影響力を持ち「政界のドン」と言われるまでにのぼり詰めていった。その後山梨県選出の国会議員や山梨県知事、山梨県議会議員もこの方法を取り入れていき、確固たる地盤を築き上げていくケースが多い。

## 甲州選挙の問題点

### 倫理的問題
事前にある程度の票がまとまりさえすれば選挙運動をしなくても当選することが多いため、マニフェストなど方針を定めない選挙運動を行うケースが多い。告示後も地縁血縁のみを集めて決起集会を行う、ポスターの掲付を行わない、選挙カーではただ名前を連呼するだけという運動がよく見られる。極端な例になると集落ごとに集会で候補者を決めたり、代表者同士で話し合いをして選挙戦にならないようにする地域もある。
このため政治知識をあまり持たなかったり方針を明確にしない候補者が当選することもあり、当選後も活動が明確でない首長・議員がいる。地元紙の調査では2009年度議会において一般質問を丸一年行わなかった県議・市町村議が3割以上に達している。

### 組織的問題
甲州選挙での組織は内向的であることから支持組織の相違による対立や党本部の意向に反して独自方針・活動を行うケースがあり、結果として組織が分裂状態となる場合がある。顕著なのが自由民主党（自民党）の山梨県連であり、山梨県全県区時代は日本社会党と交流があった金丸信と、日本社会党と距離を置く田邊圀男・堀内光雄との対立（1991年山梨県知事選挙を参照）をはじめ、郵政選挙では郵政民営化に反対票を投じて造反した堀内光雄・保坂武に対して、自民党本部は対立となる候補を擁立して公認したが、山梨県連は堀内と保坂を支持したことで党本部との軋轢を招き、郵政選挙後も山梨県第2区では堀内光雄の支持基盤を引き継いだ堀内詔子と郵政選挙で堀内光雄の対立候補として擁立した長崎幸太郎との争いが続き、党県連内では堀内を支持する勢力と長崎を支持する勢力で分裂状態となり、国政選挙や県知事選挙で独自候補の擁立に影響が生じている（2015年山梨県知事選挙を参照）。

### 法的問題
票を取りまとめるために、贈賄罪や公職選挙法に抵触すると承知しながらも、組織ぐるみで平然と選挙違反を行うケースが後を絶たず、投票終了後に運動人や支持者が逮捕・立件されることが風物詩と化している。21世紀に入ってもこの状態が続いており、公職選挙法違反などによって逮捕者や当選無効、議員失職が相次いている。
- 2004年の第20回参議院議員通常選挙において山梨県教職員組合が小中学校教職員に対し強制的にカンパを募り、それを支持する候補者に選挙資金として提供している問題が発覚。教組幹部が罰金刑を受けたほか、関係者にも停職の処分が下されている。詳細は山梨県教職員組合の政治献金問題・教員の政治活動問題を参照。
- 2007年1月に行われた山梨県知事選挙において、小菅村の村議会議員10人のうち正副議長を含む8人がファミリーレストランで接待を受けるなど選挙違反に抵触し、関わっていない2人を含む全員が辞職し統一地方選挙が行われるまでの1ヶ月の間、議員がゼロになるという異例の事態が発生した[3]。また、韮崎市でも市議会議員3名が落選候補の票のとりまとめのため現金の受け渡しをしたとして逮捕されている[4]。
- 2007年4月に行われた山梨県議会議員選挙において、民主党推薦の候補の幹部が運動員に対して報酬を渡したとして公職選挙法違反で逮捕。この候補は当選したもののその後連座制が適用され、当選取消および当該選挙区への5年間の立候補禁止の処分を受けた。この候補は処分無効を訴え最高裁判所まで争ったが、棄却され処分が決定した[5]。
- 2007年7月に行われた第21回参議院議員通常選挙において、自由民主党の県議が対立候補の中傷ビラを有権者に送付したとして略式起訴され、罰金刑および県議失職、3年間の公民権停止の処分を受けた[6]。なお、選挙期間中にこういった中傷ビラがばら撒かれることは日常茶飯事であり、直接投函や配達地域指定郵便物での送付[7]、なかには役所のファクシミリを使用して送られることもある[8]。
- 2010年7月に行われた第22回参議院議員通常選挙において、笛吹市の知的障害者授産施設の施設長が同施設の入所者に特定の候補者に投票を働きかけたとして公選法違反（投票干渉）の容疑で逮捕された[9]。また、中央市の特別養護老人ホームの施設次長と介護長が入所者の投票用紙を使い勝手に投票したとして公選法違反（投票偽造）の容疑で逮捕されている[10]。このような福祉施設に対して「選挙前に金一封を持っていけば、票をとりまとめてくれる」という伝説が残っており、山梨県警察では今回の摘発が弱者の選挙権が悪用される事例に対する「一定の警鐘」になったとしている[11]。

## 状況の変化
上記のように甲州選挙が続いているが、以下の通り「甲州選挙」を嫌う有権者の反発により通用しない事象が発生したり、対立から歩み寄りへ転換するケースも発生している。
- 1991年山梨県知事選挙では現職の望月幸明が後継者として指名した候補に対し保革4政党が相乗り推薦し「オール県民党」を掲げ金丸信主導のもと圧倒的な組織力を展開したが、対抗馬として石和町長から転身出馬した天野建が既存の組織力にとらわれない「草の根運動」を展開。「オール県民党」を嫌う有権者から次第に支持を集め、最終的に保革4政党の支持を集めた候補に競り勝ち、その後県知事を3期12年務めた。
- 2003年山梨県知事選挙にて当選し知事に就任した山本栄彦に対し県政の混乱を指摘した市民グループが落選した横内正明に対し2007年山梨県知事選挙に出馬を要請。横内は当初出馬しない意向であったが前回の選挙で井上幸彦らの説得により翻意し出馬を表明した。組織力では有利であったものの前回の得票数比で不利になった山本は翻意した横内を批判したうえで自身の県政の実績をアピールすることで横内の票を切り崩そうとしたが、「甲州選挙」とは異なる横内の「ほっとけない運動」により切り崩しは限定的となり横内が勝利している。
- 2005年の郵政選挙以来分裂状態であった自由民主党山梨県連については国政選挙での相次ぐ敗北や混乱によるイメージダウンを受け再度一本化に向け歩み寄る形となり、県議会では「自民党誠心会」を結成し10年ぶりに統一会派を結成。また、2019年山梨県知事選挙では難航したものの山梨県連と対立していた長崎幸太郎の推薦を受け入れ、44年ぶりに県知事選での一本化候補を擁立。長崎は知事選で勝利し、県知事に就任している。

## マスメディアの反応
衆参両議院選挙や山梨県知事選挙、統一地方選挙の時期になると全国紙などの広域マスメディアでは必ずといっていいほど取り上げられ、組織ぐるみの集票活動や常態化している選挙違反などを持ち出しては山梨県における社会構造を問題視する記事が書かれることが多い。山梨日日新聞やテレビ山梨など県内に影響のある地元マスメディアも近年この用語を用いるようになり、変わらない体質を批判している。